# غردة قيط
غردة قيط هي قرية في مقاطعة نقدة، إيران. يقدر عدد سكانها بـ 756 نسمة بحسب إحصاء 2016.